# دانشگاه اسلامی مدینه

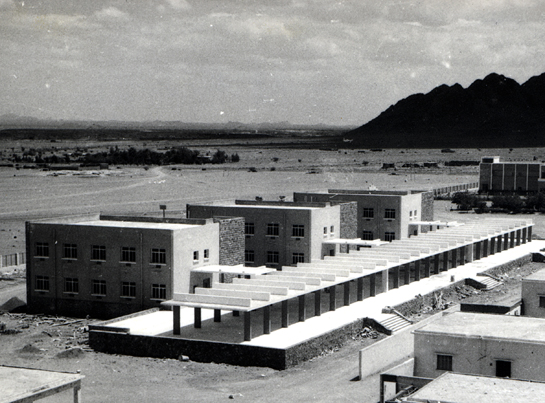
دانشگاه اسلامی مدینه

دانشگاه اسلامی مدینه منوره (به عربی: الجامعة الإسلامیة بالمدینة المنورة) در ۲۵ ربیع‌الاول ۱۳۸۱ هجری قمری توسط دولت سعودی در شهر مدینه منوره تأسیس شد.

## رشته‌های تحصیلی

### دانشکده علوم اسلامی
اولین رشتهٔ تحصیلی دانشگاه اسلامی در بدو تأسیس «شرع اسلامی» بود، به مرور امکان تحصیل در رشته‌های «علوم قرآنی»، «دعوت»، «اصول دین»، «حدیث» و «ادبیات عربی» در این دانشگاه فراهم شد.
دانشجویان این دانشکده می‌توانند در مقاطع کارشناسی، کارشناسی ارشد و دکتری فارغ‌التحصیل شوند.

### دانشکده علوم مهندسی
در سال ۲۰۱۲، با تأسیس دانشکدهٔ مهندسی امکان تحصیل در رشته‌های مهندسی من جمله مهندسی نرم‌افزار در دانشگاه اسلامی مدینه فراهم آمد.

## فارغ التحصیلان
- عبد العزیز بن علی الحربی- استاد دانشگاه ام‌القری
- عبد الغنی کاسوبا - سیاست‌مدار اهل اندونزی
- ابو عمار یاسر قاضی - نویسنده و استاد دانشگاه
- عتیق احمد خان - سیاسیت مدار اهل جامو و کشمیر
- بلال فیلیپس - مبلغ سلفی گری اهل کانادا
- احسان الهی ظهیر - نویسنده اهل پاکستان
- محمد هدایت نور واحد - سخنگوی مجمع مشورتی مردم نهاد اندونزی - عالم مسلمان با دیدگاه تکثرگرایی دینی
- اسماعیل بن موسی منک - قاضی القضات زیمبابوه
- مشاری راشد العفاسی - امام مسجد کویر دولت کویت
- مقبل بن هادی الوادعی - مؤسس دارالحدیث الدماج در شهر دماج در یمن
- ربیع المدخلی - رئیس اسبق دانشگاه
- سعید ابوبکر زکریا - رئیس جامعهٔ اهل سنت عنبریه در تامالی
- صفی الرحمن مبارکفوری - نویسنده اهل پاکستان